# Louis Perron
Pour les articles homonymes, voir Perron.
Louis Perron, né le 16 janvier 1844 et mort le 2 octobre 1916, est un homme de presse et un architecte-ingénieur français ayant vécu au Canada. Il a dirigé l'hebdomadaire Le Samedi de 1895 à 1899 et a été secrétaire du Monde illustré de 1901 à 1902. Il a créé des installations pour des théâtres à grand spectacle à Montréal.

## Biographie
Louis Perron est né en France. En juin 1884, il épouse à Paris Adèle Catherine Reichstetter. En 1886, le couple émigre au Canada. Après une année dans la région de Muskoka, il s'installe à Montréal. Inscrit dans l'annuaire Lovell comme architecte-ingénieur civil, Perron donne comme spécialités :  aérostats, fontaines lumineuses fixes et portatives (système breveté), installations optiques pour théâtre, etc..
Le 9 mars 1895, il devient rédacteur en chef de l'hebdomadaire Le Samedi. Il fait jouer à ce journal un rôle actif dans la vie culturelle montréalaise en organisant des concours de nouvelles et de pièces en vers, avec remise des prix quatre fois par an. Cela permettra à de jeunes écrivains de publier leurs œuvres, notamment Émile Nelligan (sous le pseudonyme d'Émile Kovar), Robertine Barry (alias Françoise), Jean Charbonneau, Louvigny de Montigny, Joseph Melançon, Henry Desjardins, Albert Laberge et Damase Potvin. Perron publie aussi quelque 120 poèmes en prose de Silvio, ainsi que des textes d'auteurs français, tels Jean Richepin, Jean Lorrain et Pierre Loti.
Écrivain lui aussi, il publie « L'Amiral du brouillard » dans Le Samedi en 1895, récit inspiré d'un conte de Faucher de Saint-Maurice. Il accorde aussi beaucoup d'attention à ce qui se passe sur la scène théâtrale.
Il quitte Le Samedi en septembre 1899. En 1901, il devient secrétaire au Monde illustré, où il signe des articles sur Jules Verne. 
En 1902, il s'associe avec Ulric J. Asselin en vue d'établir dans un endroit central un théâtre capable de produire le drame français à grand spectacle, « avec artistes de carrière et programme d'une moralité irréprochable ». En 1912, âgé de soixante-huit ans, il se retire progressivement des affaires, mais se présente toujours comme architecte dans l'annuaire Lovell de 1916-1917. Il meurt à Montréal le 2 octobre 1916.

## Sources
- Micheline Cambron, La vie culturelle à Montréal vers 1900 : Biographie, Montréal, Fides, 2005
- André Renaud, Les poèmes en prose de Silvio : thèse de maîtrise, Université d'Ottawa, 1961
- Jean-Louis Trudel, « Louis Perron, la littérature et le succès », 2012 (consulté le 16 février 2016)
- Annuaires Lovell de Montréal